# Zoom Player
Zoom Player是由inmatrix公司开发一款加强型播放器，的Direct Show滤镜／分离器控制系统。其消除OverScan来提升画面输出的品质，括支持MPEG4的格式如DivX PG、ASF、AVI等及全屏幕、播放列表等外，控制BAR及使用背景颜色来测试显示器的明亮度功能。
支援的格式包括AVI、Matroska（MKV）、QuickTime（MOV）、手提電話的3GPP(3GP)、Flash（SWF）、RealMedia（RA/RM/RMVB/RAM）、Windows Media Format（ASF/WMV/WMA包括擁有DRM的WMV Professional的版本）、OGG影片（OGM）、MPEG-1（MPG/VCD）、MPEG-2（MPG/SVCD/VOB）、MPEG-4（DIVX/XVID/ISO）、VP3-VP6, MPEG Layer 3（MP3）、Vorbis Audio（ogg）、Dolby Digital（AC3）、Advanced Audio Coding（AAC）、MusePack Audio（MPC）、FLAC Audio（FLAC）、OptimFROG Audio、Monkey Audio（APE）、True Audio（TTU）、Wave Audio（WAV）與CD音效。
它擁有一個在瀏覽檔案時放大介面的功能，通過TV-Out在電視上播放時是一個實用的功能。Zoom Player可以使用像ffdshow等濾鏡。

## 外部連結
- 官方網站 （页面存档备份，存于）